# PROFUNC
PROFUNC, акронім для «PROminent FUNCtionaries of the Communist Party» («важливі функціонери Комуністичної партії») — надсекретний проєкт уряду Канади з виявлення і спостереження за підозрюваними канадськими комуністами і крипто-комуністами у часи найвищої напруженості «холодної війни». У період з 1950 по 1983 рік метою програми було швидке інтернування відомих і підозрюваних прихильників комунізму в разі війни з Радянським Союзом (СРСР) або його союзниками.

## Історія
У 1945 році в Канаді стався скандал з втечею радянського дипломата Гузенко, який став однією з початкових подій холодної війни. Під враженням цієї справи, а також через побоювання, що корейська війна стане попередником третьої світової війни, уряд Канади в 1950 році визнав за необхідне створити чорний список потенційно ворожих осіб. Завдання поклали на Спеціальне відділення Королівської канадської кінної поліції (RCMP), пізніше назва була змінена на Службу безпеки RCMP.
У 1950-х роках комісар Королівської канадської кінної поліції Стюарт Вуд склав «список PROFUNC», що включав близько 16 000 підозрюваних комуністів і 50 000 підозрюваних прихильників комунізму. У цих списках вказувалося, кого Спеціальний відділ візьме під спостереження і, можливо, інтернує в разі оголошення загальнонаціонального надзвичайного стану (наприклад, в разі критичної ситуації на межі Третьої світової війни з Радянським Союзом або Китайською Народною Республікою).
Індивідуальні постанови про арешт, формально відомі як форма C-215, були виготовлені на кожну потенційно інтерновану особу і регулярно оновлювалися особистою інформацією до 1980-х років, яка включала, поміж іншим: вік, фізичні характеристики, фотографії, інформацію про автомобіль. Крім того, була включена і більш детальна інформація, така, як можливі шляхи втечі з особистого місця проживання підозрюваного. У список PROFUNC були включені кілька відомих канадців, зокрема: Вінніпезький олдермен Джейкоб Пеннер, Роланд Пеннер та засновник Нової демократичної партії Канади Томмі Дуглас.
Існували підозри, що чорний список PROFUNC використовувався як привід для розширення числа осіб, затриманих в якості підозрюваних в участі у Фронті визволення Квебеку (ФОК) під час жовтневої кризи 1970 року, у порушення презумпції невинуватості, хоча багато хто із затриманих не мали жодного відношення до ФОК.
Канадська пенітенціарна служба отримала оновлений список PROFUNC від RCMP в 1971 році з метою заздалегідь знати число потенційно інтернованих осіб.
На початку 1980-х років генеральний прокурор Канади Боб Каплан фактично скасував списку PROFUNC, оскільки він запровадив адміністративні зміни, внаслідок яких RCMP скасував будь-які обмеження, що створювали проблеми для певної категорії канадців похилого віку при спробі перетнути кордон Канади і Сполучених Штатів . Каплан стверджував, що нічого не знав про сам PROFUNC, поки в 2010 році йому не повідомили про це журналісти, і що він був стривожений його існуванням, заявивши: «я просто не можу повірити, що за цим стоїть якесь урядове рішення».

## День М і інтернування
День мобілізації (M-Day) повинен був стати днем, коли, в разі передбачуваної кризи національної безпеки, поліцейські служби повинні були заарештувати і перевезти людей, зазначених у списку PROFUNC, в центри тимчасового утримання по всій Канаді, включаючи такі, як: Casa Loma, Заміський клуб в Порт-Артурі (нині Тандер-Бей) і Виставковий парк в м. Реджайна, після чого їх належало помістити в пенітенціарні установи Для чоловіків місця інтернування були передбачені у всіх провінціях Канади, жінок передбачалося інтернувати в одній з двох установ на півострові Ніагара або в Келоуні, а дітей передбачалося відправити до родичів або інтернувати разом з батьками. Суворі заходи покарання очікували інтернованих в разі порушення правил утримання під вартою, в тому числі продовження утримання на невизначений термін або можливість застрелити їх при спробі втечі з місця тимчасового утримання.

## Наслідки
Існування програми було розкрито 24 січня 2000 року в новинний статті Діна Бібі з The Canadian Press. У жовтні 2010 року план PROFUNC детально обговорювався в телевізійному документальному фільмі Канадської радіомовної корпорації The Fifth Estate і Enquête. Лише в 2010 році ряд канадців, а також їх рідні і близькі вперше дізналися, що уряд Канади і правоохоронні органи Канади вважали їх потенційними ворогами держави. Канадці, які хочуть перевірити, чи були вони самі або члени їх сім'ї внесені до списку PROFUNC, можуть подати запит про розкриття в Федеральний уряд Канади на підставі Закону про конфіденційність або Закону про доступ до інформації.